# Roberto Carlos Canta para a Juventude
Roberto Carlos Canta para a Juventude é o quarto álbum do cantor e compositor brasileiro Roberto Carlos, lançado em abril de 1965 pela CBS. Esse disco ainda marca uma fase bastante roqueira e adolescente de Roberto Carlos, exemplos disso são "Os Sete Cabeludos", um surf rock que narra uma briga por uma garota, o rockabilly "Noite De Terror", a beatleniana "Como É Bom Saber" e "Parei, Olhei". No entanto, o maior sucesso do álbum foi a romântica "Não Quero Ver Você Triste".
Gravado nos meses de janeiro e fevereiro com a banda The Youngsters, o Canta para a Juventude marca a primeira colaboração do organista Lafayette com Roberto. Foi o álbum mais vendido do ano de 1965 segundo o Nopem.

## Lista de faixas
| N.º            | Título                                                                                                   | Duração |  |
| 1.             | "História de um Homem Mau (Old Man Mose)" (Louis Armstrong / Zilner Trenton Randolph / Vrs. Roberto Rei) | 2:29    |  |
| 2.             | "Noite de Terror" (Getúlio Côrtes)                                                                       | 2:41    |  |
| 3.             | "Como É Bom Saber" (Helena dos Santos)                                                                   | 2:43    |  |
| 4.             | "Os Sete Cabeludos" (Roberto Carlos / Erasmo Carlos)                                                     | 2:32    |  |
| 5.             | "Parei... Olhei" (Rossini Pinto)                                                                         | 1:49    |  |
| 6.             | "Os Velhinhos" (José Messias)                                                                            | 2:23    |  |
| 7.             | "Eu Sou Fan do Monoquini" (Roberto Carlos / Erasmo Carlos)                                               | 2:55    |  |
| 8.             | "Aquele Beijo Que Te Dei" (Edson Ribeiro)                                                                | 2:36    |  |
| 9.             | "Brucutu (Alley-oop)" (Dallas Frazier / Vrs. Rossini Pinto)                                              | 2:43    |  |
| 10.            | "Não Quero Ver Você Triste" (Roberto Carlos / Erasmo Carlos)                                             | 3:22    |  |
| 11.            | "A Garota do Baile" (Roberto Carlos / Erasmo Carlos)                                                     | 3:23    |  |
| 12.            | "Rosita" (Francisco Lara / Jovenil Santos)                                                               | 2:08    |  |
| Duração total: | Duração total:                                                                                           | 31:47   |  |

## Créditos
- Roberto Carlos - voz, guitarra e violão
- Lafayette - órgão e piano
- The Youngsters: todos os instrumentos e arranjos
- Participações especiais: Coral Joab, Golden Boys, Jorginho da Flauta

## Tabelas

### Tabelas anuais
| Tabela musical (1965) | Posição |
| --------------------- | ------- |
| Brasil (Nopem)        | 1       |

## Certificações e vendas
| Região                                                       | Certificação | Unidades/vendas |
| ------------------------------------------------------------ | ------------ | --------------- |
| Brasil (PMB)                                                 | 3× Platina   | 750,000‡        |
| ‡vendas+valores de streaming baseados apenas na certificação |              |                 |